# Laguna Comixtún
Laguna Comixtún är en sjö i Guatemala.   Den ligger i departementet Petén, i den norra delen av landet, 220 km norr om huvudstaden Guatemala City. Laguna Comixtún ligger 116 meter över havet. I omgivningarna runt Laguna Comixtún växer i huvudsak städsegrön lövskog.